# Thomas M. Disch

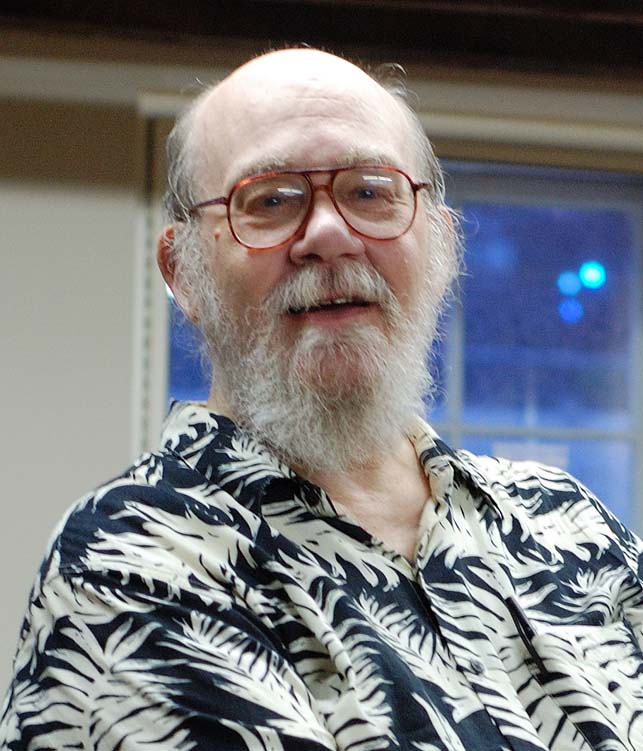
Thomas Michael Disch (2006)

Thomas Michael Disch (* 2. Februar 1940 in Des Moines, Iowa; † 4. Juli 2008 in New York) war ein US-amerikanischer Science-Fiction-Autor und Dichter. Er wurde mehrmals für den Hugo Award und den Nebula Award nominiert und gewann 1999 den Hugo Award für sein Sachbuch The Dreams Our Stuff Is Made Of, einen ironischen Blick auf das Thema Science Fiction.

## Leben und Wirken
Die ersten Texte Dischs erschienen in den 1960er-Jahren in Science-Fiction-Magazinen, und sein erster Roman The Genocides wurde 1965 publiziert. Disch galt bald als Teil der New-Wave-Science-Fiction, indem er für New Worlds und andere Avantgarde-Zeitschriften schrieb. Zu seinen ambitioniert-gesellschaftskritischen Romanen aus dieser Zeit gehören Camp Concentration (1968) und 334 (1972). On Wings of Song (1979) gewann den John W. Campbell Memorial Award. Seine Novelle The Brave Little Toaster (1980) wurde von Disney verfilmt. Später verlegte sich Disch mit einer Serie von Büchern, die in Minneapolis spielen, von Science-Fiction auf Horror: The Businessman: A Tale of Terror (1984), The M.D.: A Horror Story (1991), The Priest: A Gothic Romance (1994) und The Sub: A Study in Witchcraft (1999). Neben weiteren nicht-fiktiven Arbeiten hat er Theater- und Opernkritiken für die New York Times, The Nation und andere wöchentlich erscheinende Magazine geschrieben. Er hat außerdem mehrere Gedichtbände veröffentlicht.

### Biographie
Thomas Michael Disch wurde am 2. Februar 1940 in Des Moines als Sohn eines Handelsreisenden geboren. Aufgrund einer Polio-Epidemie im Jahr 1946 unterrichtete ihn seine Mutter Helen ein Jahr lang daheim. Als Ergebnis dessen übersprang er die erste Klasse und besuchte nach dem Kindergarten gleich die zweite Klasse. Dischs erster offizieller Schulunterricht fand an katholischen Schulen statt; diese Erfahrung spiegelt sich in einem Teil seiner Werke wider, die beißende Kritik an der katholischen Kirche enthalten. Die Familie zog 1953 in die Zwillingsstadt Minneapolis/St. Paul (Minnesota) und lebte nun in der Nähe der vier Großeltern. An den Public Schools von Minneapolis entdeckte Disch seine große Liebe für Science-Fiction, Drama und Dichtung. Er bezeichnet die Dichtung als seinen Schlüssel zur Tür der literarischen Welt.
Nach dem Highschool-Abschluss im Jahr 1957 nahm Disch einen Ferienjob als technischer Zeichner an. Nachdem er für einen Umzug nach New York City genug Geld gespart hatte, fand er in Manhattan eine Wohnung und begann, sich beruflich zu orientieren. Er arbeitete als Statist für die Metropolitan Opera, danach für einen Buchladen und eine Zeitung. Mit 18 Jahren wurde er zur Armee einberufen, wurde aber nach einem knapp dreimonatigen Aufenthalt in einem Krankenhaus für psychisch Kranke entlassen. Anschließend kehrte er nach New York zurück. Es folgten ein Job an der Garderobe eines Theaters, einer bei einer Versicherung und zusätzlich der Besuch eines Abendstudiums (ursprünglich der Architektur) an der Universität New York, wo Unterricht im Schreiben von Novellen und utopischer Fiktion seinen Geschmack für die gängigen Formen und Themen der Science-Fiction formte.
Im Mai 1962 entschloss Disch sich dazu, statt fürs Semester zu lernen, eine Kurzgeschichte zu schreiben. Er verkaufte die Geschichte The Double Timer für 112,50 Dollar. Nun kehrte er nicht an die Universität zurück, sondern nahm weitere Gelegenheitsjobs als Kassierer in einer Bank, Assistent in einem Bestattungsinstitut und Redakteur an, die ihm die Gelegenheit gaben, nachts zu schreiben. Während der nächsten Jahre schrieb er vermehrt Science-Fiction-Geschichten, aber auch Gedichte; sein erstes veröffentlichtes Gedicht, Echo und Narziss, erschien 1964 in der Sommerausgabe des Literaturmagazins Minnesota Review. Einige frühe Bücher schrieb er zusammen mit John Sladek, sie wurden unter einem gemeinsamen Pseudonym veröffentlicht.
Schreiben war nun der Schwerpunkt in seinem Arbeitsleben. Einige Bücher folgten, darunter Science-Fiction-Novellen und -Geschichten, Kritiken, Theaterstücke, Kinderbücher wie A Child’s Garden of Grammar und zehn Gedichtsammlungen. Seine Gedichte enthalten einerseits Experimente innerhalb traditioneller Formen wie den kollaborativen Zyklus von Sonetten Highway Sandwiches und Haikus of an AmPart, während andere wie ABCDEFG HIJKLM NPQRST UVWXYZ und The Dark Old House eine strenge und eine freie Form miteinander mischen. Für den Komponisten Gregory Sandow verfasste Disch das Libretto für eine Frankenstein-Oper sowie für eine Oper nach Der Untergang des Hauses Usher von E. A. Poe.
Seine zwei größten Werke zu Gedichtbesprechungen, The Castle of Indolence: On Poetry, Poets, and Poetasters und The Castle of Perseverance: Job Opportunities in Contemporary Poetry konzentrieren sich darauf, wie Gedichte funktionieren, was sie beliebt macht und wie die Dichtkunst sich in der modernen Kultur wieder etablieren kann.
Seine Arbeiten als freier Journalist beinhalteten regelmäßige Buchbesprechungen und Theaterkritiken für The Nation, Harper’s Magazine, The Washington Post, Los Angeles Times und Entertainment Weekly. Bekanntgeworden durch seine preisgekrönten Bücher, wurde er eingeladen, ein Jahr als „artist-in-residence“ am William and Mary College zu verbringen.
Dischs Privatleben blieb privat. Ab 1968 war Dischs Homosexualität offiziell bekannt. Disch schrieb aber nicht für ein bestimmtes Publikum: „Ich bin zwar schwul, schreibe aber keine ‚schwule‘ Literatur.“

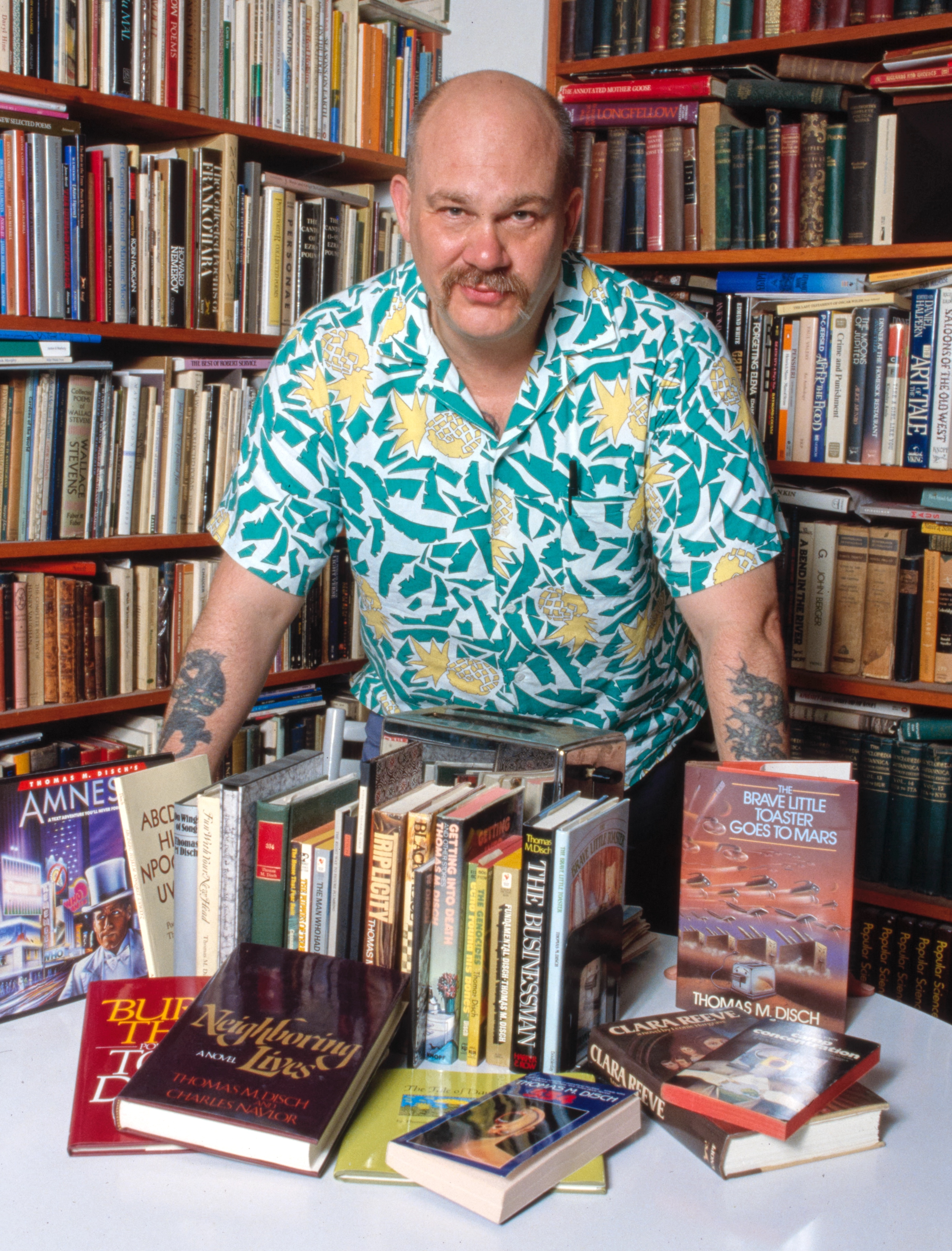
Thomas M. Disch (1988)

Dischs Gedichte blieben in Amerika lange unbekannt, bis 1989 eine Retrospektive mit dem Titel Yes, let’s. A book of new poetry, dark verses & light herausgebracht wurde. Disch veröffentlichte 1995 und 2002 zwei Ausgaben von Gedichtkritiken und schrieb weiterhin für Magazine wie Poetry, Light, The Paris Review, Partisan Review und Theology Today. Seine ersten Gedichte wurden 1964 gedruckt und 1972 erstmals als Sammlung herausgegeben. Obwohl er seine Gedichte einem anderen Publikum als dem für Science-Fiction vorstellte und dafür seinen Namen auf Tom Disch änderte, ähneln sich die Arbeiten beider Genres. Dischs spätere Werke der Science-Fiction wurden ernsthafter, erwachsener und oft dunkleren Stils. Diese Bewegung wurde „New Wave“ genannt und wollte zeigen, dass die Themen von Science-Fiction sich weiterentwickelt hatten. Viele seiner Werke aus der anspruchsvolleren Science-Fiction wurden erstmals von dem englischen Autor Michael Moorcock im Magazin New Worlds herausgegeben.
Disch hat viele Formen und Genres ausprobiert und ist dabei immer zu seinen Wurzeln in der Science-Fiction zurückgekehrt. „Ich habe eine Klassentheorie zur Literatur. Ich komme einfach aus der falschen Gegend, um meine Arbeiten an The New Yorker zu verkaufen. Wie gut ich als Künstler auch sein mag, sie wittern immer, woher ich komme.“ Er war Mitglied des PEN America.
Disch starb im Juli 2008 im Alter von 68 Jahren durch Suizid.

### Kultureller Hintergrund
Thomas Michael Disch wuchs im Mittleren Westen der USA auf, lebte als junger Erwachsener in New York City und reiste viel. Er hat in England, Spanien, Italien und Mexiko gelebt. Die letzten 20 Jahre verbrachte er in New York.

### Computerspiel
1986 arbeitete Disch mit der Software-Firma Cognetics Corporation in New Jersey und dem Spielehersteller Electronic Arts zusammen, um das Computerspiel Amnesia zu entwickeln. Der Titel basiert auf einer Technologie, die von Charles Kreitzberg von Cognetics entwickelt wurde; produziert von Don Daglow und programmiert von Kevin Bentley. Es unterscheidet sich von anderen Texten durch die leidenschaftliche Sprache und unübersehbare Liebe zur Energie der Stadt New York. Obwohl das Textformat zum Zeitpunkt der Veröffentlichung schon wieder veraltet war und das Spiel nur geringen Erfolg hatte, war es doch ein Pionier für die Jahre später beliebte Idee, die Straßen des gesamten Bereichs von Manhattan südlich der 110ten Straße zu visualisieren und dem Anwender einen virtuellen Besuch jeder Straßenecke zu ermöglichen und damit die Handlung voranzutreiben. Obwohl die begrenzte Aufnahmekapazität der Datenträger in den 1980er-Jahren etliche Kürzungen an Dischs Originaltext über die Stadt erzwang, wurden viele Plätze und Menschen Manhattans mit der eigentümlichen, liebevollen Wortakrobatik beschrieben, die Disch eigen war.

## Auszeichnungen (Auswahl)
- 1980: Campbell Award (bester Roman) für On Wings of Song
- 1980: British Science Fiction Association Award für The Brave Little Toaster
- 1981: Locus Award (Beste Erzählung) für The Brave Little Toaster
- 1999: Hugo Award (Bestes Sachbuch) für The Dreams Our Stuff Is Made Of

## Werke
Romane
- The Genocides. 1965.
  - Deutsch: Die Feuerteufel. Heyne SF&F #3457, 1975, ISBN 3-453-30333-4.
- The House That Fear Builtt: A Gothic Novel (1966, als Cassandra Knye mit John Sladek)
- Black Alice (1968, als Thom Demijohn mit John Sladek, Kriminalroman)
  - Deutsch: Alice im Negerland. Kriminalroman. Rowohlt, 1971, ISBN 3-499-42224-7.
- The Puppies of Terra (1966, auch als Mankind Under the Leash)
  - Deutsch: Die Herrschaft der Fremden. Knaur Science Fiction & Fantasy #5719, 1979, ISBN 3-426-05719-0.
- Echo Round His Bones. 1967.
  - Deutsch: Die Duplikate. Heyne SF&F #3294, 1972.
- Camp Concentration. 1968.
  - Deutsch: Camp Concentration. Übersetzt von Gertrud Baruch. Lichtenberg (Science Fiction für Kenner #14), 1971, ISBN 3-7852-2014-6. Taschenbuch: Heyne SF&F #3405, 1974, ISBN 3-453-30300-8. Weitere Ausgabe: Heyne (Bibliothek der Science Fiction Literatur #9), 1983, ISBN 3-453-30800-X.
- Alfred the Great (1969, als Victor Hastings)
- The Prisoner (1969, auch als I Am Not a Number!)
- 334 (1972)
  - Deutsch: Angoulême. Heyne SF&F #3560, 1977, ISBN 3-453-30906-5. Weitere Ausgabe: Heyne (Bibliothek der Science Fiction Literatur #18), 1983, ISBN 3-453-30906-5.
- Clara Reeve. 1975. (als Leonie Hargrave)
  - Deutsch: Clara Reeve. 1978, ISBN 3-8118-2283-7.
- On Wings of Song. 1979.
  - Deutsch: Auf Flügeln des Gesangs. Übersetzt von Irene Holicki. Edition SF im Hohenheim Verlag, 1982, ISBN 3-8147-0025-2. Taschenbuch: Heyne (Bibliothek der Science Fiction Literatur #40), 1986, ISBN 3-453-31218-X.
- Neighboring Lives (1981, mit Charles Naylor)
- Ringtime. 1983.
- Torturing Mr. Amberwell. 1985.
- The Silver Pillow: A Tale of Witchcraft. 1987.
- The Tale of Dan de Lion. 1987.
- A Troll of Surewould Forest. 1992.
- The Word of God: Or, Holy Writ Rewritten. 2008.
- The Voyage of the Proteus: An Eyewitness Account of the End of the World. 2008.
- The Proteus Sails Again: Further Adventures at the End of the World. 2008.
- The Demi-Urge. 2010.

Supernatural Minnesota-Reihe
- 1 The Businessman: A Tale of Terror. 1984.
  - Deutsch: Das Geschäft mit dem Grauen. Heyne, München 1984, ISBN 3-453-44065-X.
- 2 The M. D.: A Horror Story. 1991.
  - Deutsch: Der Merkurstab. Horror-Roman. Übersetzt von Joachim Honnef. Bastei Lübbe, Bergisch Gladbach 1993, ISBN 3-404-13459-1.
- 3 The Priest: A Gothic Romance. 1994.
- 4 The Sub: A Study in Witchcraft. 1999.

Kurzgeschichtensammlungen
- One Hundred and Two H-Bombs. 1967.
- Under Compulsion. 1968.
  - Deutsch: Jetzt ist die Ewigkeit. Erzählungen. Übersetzt von Fritz Steinberg. Heyne SF&F #3300, 1972.
- White Fang Goes Dingo and Other Funny S.F. Stories. 1971.
- The Right Way to Figure Plumbing. 1972.
- Getting Into Death. 1974.
- Getting Into Death and Other Stories. 1976.
- The Early Science Fiction Stories of Thomas M. Disch. 1977.
- Fundamental Disch. 1980.
- Burn This. 1982.
- Orders of the Retina. 1982.
- The Man Who Had No Idea. 1982.
  - Deutsch: Der Mann ohne jede Idee. Übersetzt von Michael Windgassen. Heyne SF&F #4828, 1991, ISBN 3-453-05015-0.
- Here I Am, There You Are, Where Were We. 1984.
- Yes, Let's: New and Selected Poems. 1989.
- Dark Verses and Light. 1991.
- A Child's Garden of Grammar. 1997.
- About the Size of It. 2007.
- The Wall of America. 2008.

Kinderbücher
- The Brave Little Toaster. 1986.
  - Deutsch: Tapferer kleiner Toaster. In: Manfred Kluge (Hrsg.): Fenster. Heyne SF&F #3866, 1982, ISBN 3-453-30752-6.
- The Tale of Dan de Lion. 1986.
- The Brave Little Toaster Goes to Mars. 1988.
- A Child’s Garden of Grammar. 1997.

Gedichte
- ABCDEFG HIJKLM NPOQRST UVWXYZ: Poems (1981)
- Endzone. Letzte Gedichte. Zweisprachige Ausgabe. Herausgegeben und übersetzt von Christopher Ecker. Mitteldeutscher Verlag, Halle 2018, ISBN 978-3-95462-987-9.

Sachliteratur
- The Castle of Indolence: Poetry and Its Pretenders. 1995.
- The Dreams Our Stuff Is Made Of. 1998.
- On SF (2005)

Audio
- Can you hear me, think tank two? 2001 (als Tom Disch), CD mit vom Autor gelesenen englischen Texten („thought crimes in prose and poetry“), aufgenommen und produziert von David Garland.